# Selskapet for Norges vel
Selskapet for Norges vel är ett patriotiskt samfund, stiftat den 29 december 1809 i Kristiania under en fest, som ägde rum både för att fira den återställda freden med Sverige och den folkkäre prins Kristian August av Augustenborg, just då han stod i begrepp att avresa från Norge. Få månader därefter fick samfundet beteckningen Kongelige. 
Ursprungligen avsett att verka för olika slags allmännyttiga ändamål, omorganiserades det den 1 januari 1828 till ett hushållningssällskap i fysiokratisk anda, vilket det under många år förblev. Enligt stadgarna av den 28 juni 1909 hade Selskapet till syfte att främja lantbruket och dess binäringar. Samfundet består dels av anslutna föreningar, dels av enskilda medlemmar. 
Selskapets verksamhet har haft stor betydelse för Norges ekonomiska utveckling och kulturella förkovran. Det hade bland annat väsentlig andel i universitetets grundläggning 1811. Från 1894 utgav Selskapet Tidsskrift for det norske landbruk. År 1895 upprättade samfundet ett lantbruksmuseum på Bygdø kungsgård vid Kristiania.